# Afamelanotide
L'afamelanotide è stata sviluppata presso l'Università dell'Arizona come composto sintetico biosimilare dell'ormone peptidico melanocortina, stimolante l'ormone alfa-melanocita (α-MSH). Essa ha dimostrato di indurre pigmentazione della pelle attraverso la melanogenesi e quindi successivamente di ridurre il danno alla pelle esposta ai raggi UV solari, in studi preliminari e trial clinici. La sua sequenza di aminoacidi è Ac-Ser-Tyr-Ser-Nle-Glu-His-D-Phe-Arg-Gly-Trp-Lys-Pro-Val-NH2 o [Nle4, D-Phe7] α-MSH.
L'afamelanotide è la Denominazione Comune Internazionale DCI per la molecola [Nle4, D-Phe7] α-MSH inizialmente chiamato: Melanotan-1  successivamente CUV1647.
Il farmaco è stato recentemente approvato dalla Agenzia Europea dei Medicinali (EMEA) Name Review Group (NRG) e dal Comitato dell'Agenzia per i medicinali ad uso umano (CHMP) col nome commerciale Scenesse.  Il 5 maggio 2010 l'Agenzia Italiana del Farmaco (AIFA), è diventata la prima organizzazione sanitaria governativa (prima in Europa) ad autorizzare l'afamelanotide come farmaco per il trattamento terapeutico di cittadini italiani per il trattamento delle manifestazioni dolorose dovute a fotosensibilità derivanti dalla malattia orfana protoporfiria eritropoietica (EPP).
L'afamelanotide è attualmente in fase clinica sperimentatale, sotto forma di un impianto sottocutaneo bioassorbibile di dimensioni pari a un "chicco di riso"  come potenziale agente terapeutico per la fotoprotezione per una serie di indicazioni legate al danno dovuto alla esposizione alla luce solare.
Questa approvazione ha permesso al farmaco di essere immediatamente disponibile e rimborsabile grazie al SSN (Sistema Sanitario Nazionale) in Italia.
La molecola [Nle 4, D -Phe 7] α-MSH deve ancora essere approvata per l'uso da parte di altri enti regolatori governativi del farmaco; però si trovano disponibili su internet al di fuori di studi clinici, farmaci senza licenza e non testati venduti come "Melanotan" in forma non regolamentata.
Molteplici organismi di regolamentazione hanno messo in guardia i consumatorisul fatto che gli ormoni peptidici possono essere pericolosi e inefficaci nel loro utilizzo e con un avvertimento dell'agenzia di regolamentazione avvisa i consumatori che acquistano un prodotto etichettato "Melanotan" che stanno acquistando un farmaco non regolamentato. La Clinuvel Pharmaceuticals, l'azienda produttrice dell'afamelanotide e i ricercatori hanno messo in guardia i consumatori dai prodotti contraffatti venduti con i nomi "Melanotan I e II", essi, infatti, "possono rappresentare un pericolo per la salute pubblica". La Clinuvel ha dichiarato pubblicamente che i prodotti venduti online come "Melanotan" non sono afamelanotide..
N.B.: questo farmaco, chiamato anche Melanotan-1, non va confuso con il Melanotan II o Bremelanotide.